# Автошлях М 04
Автошля́х М 04 (Знам'янка — Луганськ — Ізварине (державний кордон з Росією)) — колишній автомобільний шлях міжнародного значення на території України.

## Загальні відомості
Пролягав територією Кіровоградської, Дніпропетровської, Донецької та Луганської областей.
Починався у Знам'янці (Кіровоградська область), проходив через Олександрію, П'ятихатки, Дніпро, Новомосковськ, Павлоград, Покровськ, Селидове, Донецьк, Дебальцеве, Луганськ і закінчувався на контрольно-пропускному пункті «Ізварине» (далі продовжувався як автошлях А260 до Волгограда в Росії).
Ділянка від Знам'янки до Дебальцевого відносилася до європейського автошляху E50 (Брест — Париж — Прага — Ужгород — Донецьк — Ростов — Махачкала), від Дебальцевого до Ізвариного — до маршруту E40 (Кале — Брюссель — Краків — Київ — Волгоград — Ташкент — Алмати — Ріддер).

## Загальна довжина
Знам'янка — Луганськ — Ізварине (на м. Волгоград через мм. Дніпро і Донецьк) — 597,7 км.
Обхід м. Донецька — 12,3 км.
Обхід м. Дніпра — 17,3 км.
Під'їзд до м. Луганська — 1,8 км.
Разом — 629,1 км.

## Сучасність
Через війну на сході України рух автошляхом залишається частково заблокованим.
У 2018 році дорогу було відремонтовано.
У грудні 2020 року Укравтодор оголосив, що автомобільні шляхи М12 і М04 буде об'єднано в один. 28 квітня 2021 року уряд ліквідував ці два шляхи, утворивши нову дорогу міжнародного значення — М30.

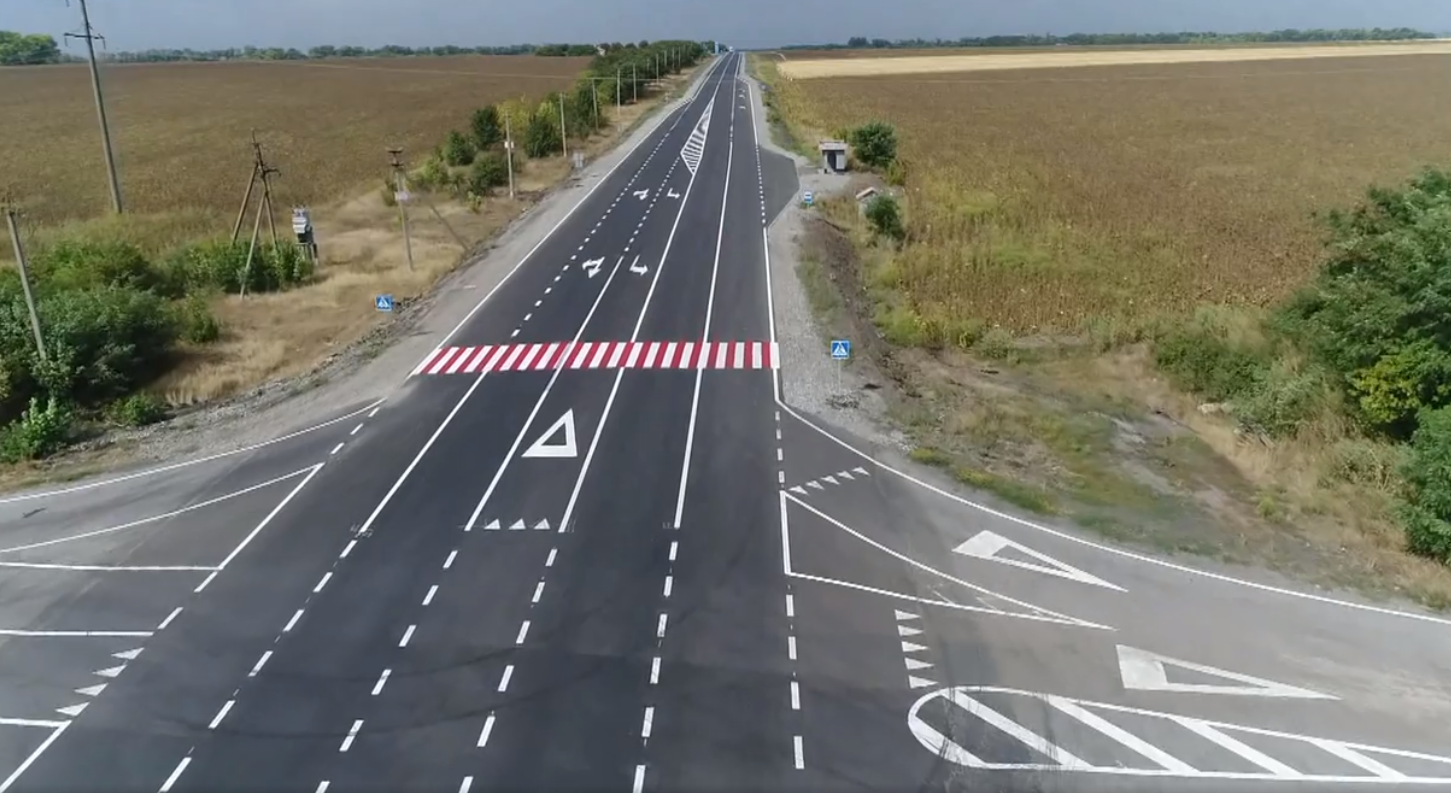
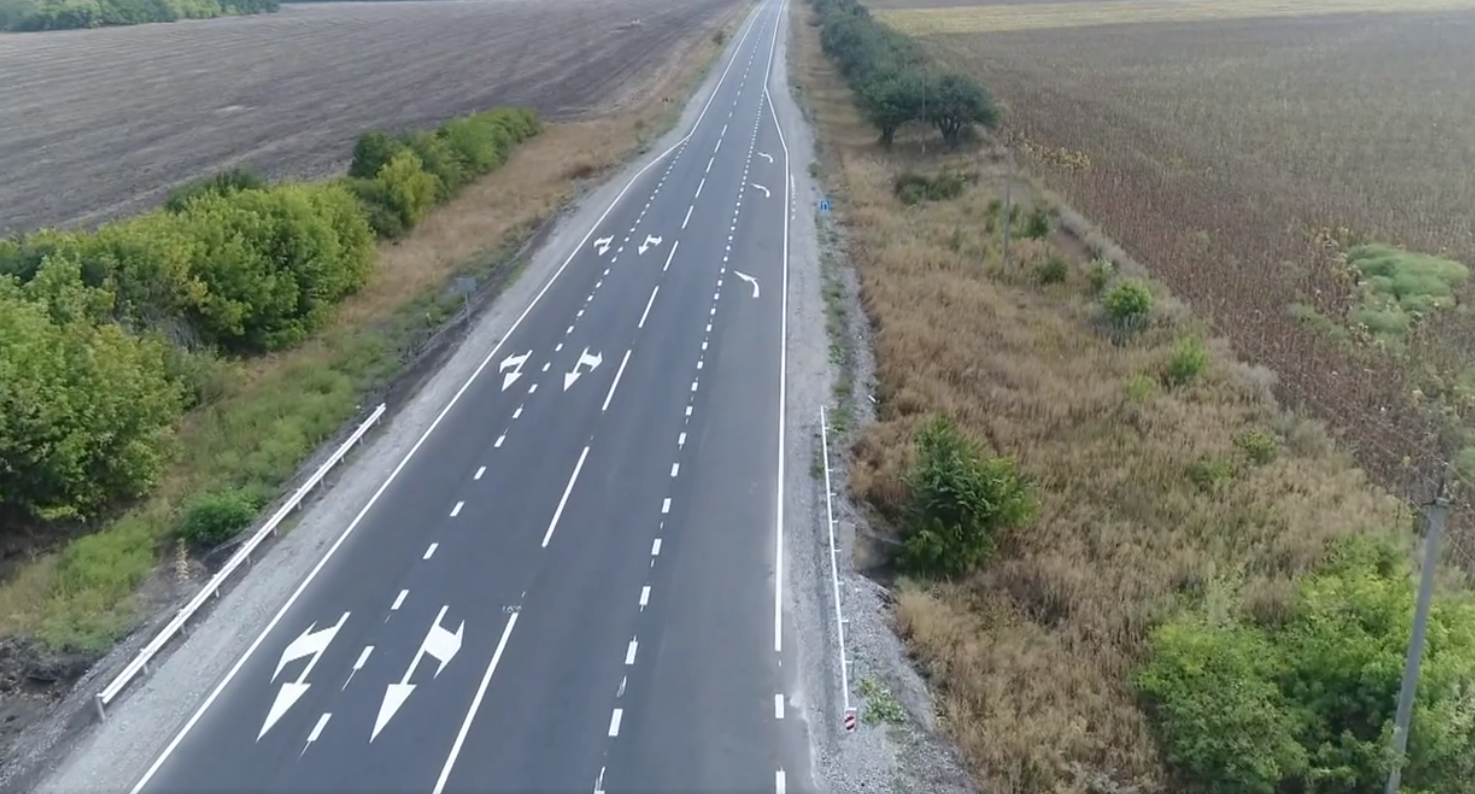
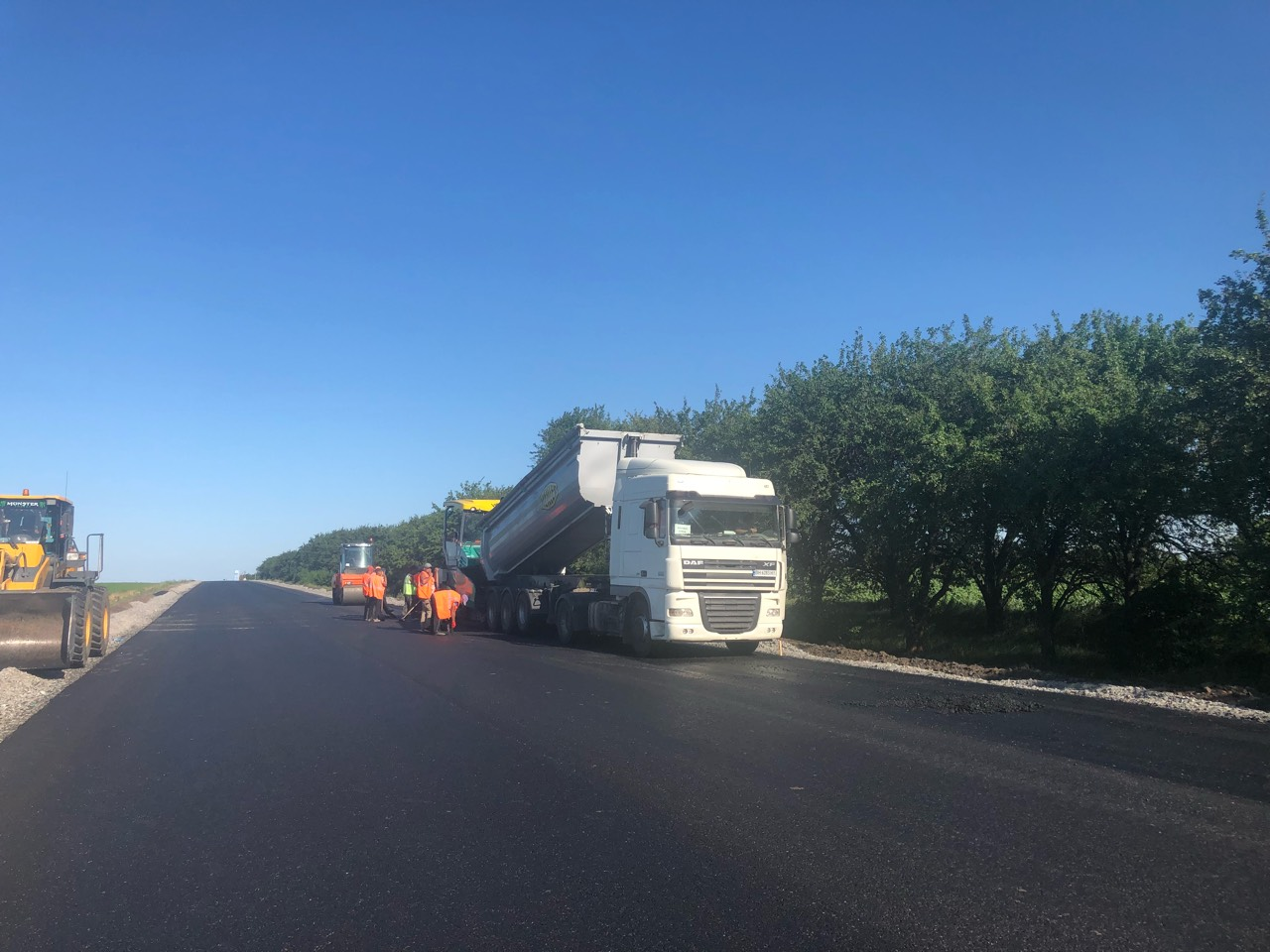

## Маршрут
Автошлях проходить через такі міста
| Автошлях М 04            |                       |
| Кіровоградська область   |                       |
| Знам'янський район       |                       |
| Знам'янка                | М12Н01Т 1211Т 1220    |
| Олександрійський район   |                       |
| Олександрія              | М22Т 1215             |
| Дніпропетровська область |                       |
| П'ятихатський район      |                       |
| П'ятихатки               | Р74Т 0419             |
|                          | Т 0415                |
| Криничанський район      |                       |
| Божедарівка              | Т 0432Т 0433          |
|                          | Н11Т 0420             |
| Світлогірське            | Т 0430Т 0439          |
| Дніпровський район       |                       |
| Миколаївка               | Р80                   |
| Нове                     | Н08Т 0421             |
| Новоолександрівка        | Н08Т 0421             |
| Дніпро                   | Н31Т 0404Т 0405       |
| Підгородне               | Т 0410                |
| Новомосковський район    |                       |
| Новомосковськ            | E105М18               |
| Меліоративне             | Т 0425                |
| Павлоградський район     |                       |
| Новоолександрівське      | Т 0426                |
| Павлоград                | Р51Т 0408Т 0416Т 0422 |
| Петропавлівський район   |                       |
| Дмитрівка                | Т 0427                |
| Першотравенськ           | Т 0431                |
| Петропавлівка            | Т 0424                |
| Межівський район         |                       |
| Слов'янка                | Т 0428                |
| Донецька область         |                       |
| Покровський район        |                       |
| Покровськ                | Т 0406Т 0515          |
| Мар'їнський район        |                       |
| Ясинуватський район      |                       |
| Донецьк                  | Н20Т 0505             |
| Ясинувата                |                       |
| Пантелеймонівка          | Т 0520                |
| Єнакієве                 |                       |
| Бахмутський район        |                       |
| Вуглегірськ              |                       |
| Дебальцеве               | E50М03                |
| Луганська область        |                       |
| Перевальський район      |                       |
| Кипуче                   |                       |
| Алчевськ                 |                       |
| Михайлівка               | Н32Т 1315             |
| Лутугинський район       |                       |
| Луганськ                 | Н21Р22Р66Т 1301       |
| Сорокинський район       |                       |
| Молодогвардійськ         |                       |
| Суходільськ              |                       |
| Сорокине                 |                       |
| Ізварине                 |                       |